# Александар Дунић
Александар Дунић (Београд, 1. фебруар 1967) српски је телевизијски и позоришни глумац.

## Биографија
Глумачку академију завршио је у Новом Саду, а прву улогу на телевизији остварио је 1987. године у дечјој ТВ серији „Сазвежђе белог дуда“. Велику популарност стекао је 1993. године, када се са улогом др Горана Попца појавио у ТВ серији Синише Павића „Срећни људи“. Шира публика Дунића памти по улогама у ТВ серијама Синише Павића: „Породично благо“, „Стижу долари“, „Бела лађа“ и „Јунаци нашег доба“.
Дунић се ретко појављивао на филму, остварио је свега три мање улоге у филмовима: Полтрон, Тесна кожа 3 и Нож. Глумио је у неколико ТВ драма.

## Породица
Александар Дунић је ожењен новинарком и има сина.

## Филмографија
| Год.       | Назив                                       | Улога                                    |
| ---------- | ------------------------------------------- | ---------------------------------------- |
| 1980-е     |                                             |                                          |
| 1987.      | Сазвежђе белог дуда (серија)                | Удварач на вашару                        |
| 1988.      | Тесна кожа 3                                | Ђолетов батинаш                          |
| 1988.      | Новогодишња прича (ТВ филм)                 | Конобар                                  |
| 1989.      | Полтрон                                     | Новинар                                  |
| 1990-е     |                                             |                                          |
| 1993—1996. | Срећни људи (серија)                        | Горан Попац                              |
| 1995.      | Крај династије Обреновић (серија)           | мајор Војислав Блазнавац                 |
| 1996.      | Срећни људи: Новогодишњи специјал (ТВ филм) | Горан Попац                              |
| 1998—2002. | Породично благо (серија)                    | Константин „Кокан” Продановић            |
| 1999.      | Нож                                         |                                          |
| 2000-е     |                                             |                                          |
| 2000.      | Стари врускавац (ТВ филм)                   |                                          |
| 2000.      | А сад адио                                  | Константин „Кокан” Продановић            |
| 2000.      | Зека, Црвенкапа и Лотар Матеус (ТВ филм)    | Гробарски синдикат                       |
| 2002—2015. | Вршачка позоришна јесен (серија)            | Лично                                    |
| 2004—2006. | Стижу долари (серија)                       | Богосав, Данилов зет                     |
| 2007.      | Оно наше што некад бејаше (серија)          |                                          |
| 2008.      | Заборављени умови Србије (серија)           |                                          |
| 2010-е     |                                             |                                          |
| 2006—2012. | Бела лађа (серија)                          | Милорад Ћирковић — Ћирко, Шојићев батлер |
| 2014.      | Ургентни центар (серија)                    | Драган Багињ                             |
| 2017.      | Синђелићи (серија)                          | Судија                                   |
| 2017—2018. | Немањићи - рађање краљевине (серија)        | Вук, зетски велможа                      |
| 2018.      | Истине и лажи (серија)                      | Др Раденковић                            |
| 2019—2021. | Јунаци нашег доба (серија)                  | Полицајац Живорад, Врућков шурак         |
| 2019.      | Срећан пут, комшија (ТВ филм)               | Синиша                                   |
| 2020-е     |                                             |                                          |
| 2020—2022. | Игра судбине (серија)                       | Власник телевизије                       |
| 2021.      | Колегинице (серија)                         | Доктор                                   |
| 2021.      | Дођи јуче (серија)                          | Њ. П. Драгутин                           |
| 2023.      | Закопане тајне (серија)                     | Желимир Лаудановић                       |

## Позоришне представе
- Алан Форд
- Свадба у купатилу
- Спусти се на земљу
- Маска
- Кабаре „Замисли живот“